# Pourouma saulensis
Pourouma saulensis är en nässelväxtart som beskrevs av C.C. Berg och F. Kooy. Pourouma saulensis ingår i släktet Pourouma och familjen nässelväxter. Inga underarter finns listade i Catalogue of Life.